# Como Bluff
Como Bluff ist eine berühmte Dinosaurier-Fundstelle in Wyoming, zwischen den Städten Rock River und Medicine Bow. Dort treten in einem geologischen Sattel Schichten des oberen Jura (Sundance und Morrison-Formation) und der unteren Kreide zu Tage. Es ist sowohl National Natural Landmark als auch im National Register of Historic Places der USA.

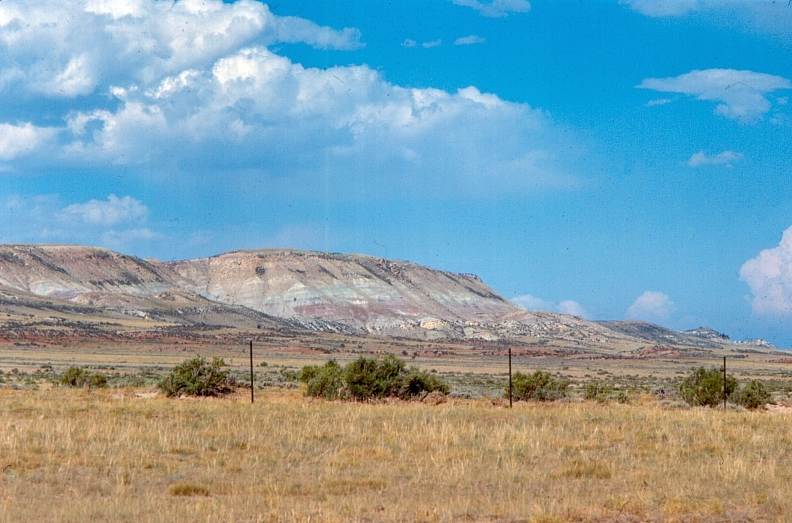
Como Bluff

Como Bluff wurde als Dinosaurierfundstelle bei Arbeiten der Union Pacific Railroad 1877 entdeckt. Hauptausgräber war Othniel Charles Marsh ab 1877. Auch sein Konkurrent in den Bone Wars Edward Drinker Cope grub hier aus. Das American Museum of Natural History (AMNH) unternahm hier 1897/98 umfangreiche Ausgrabungen. Im 20. Jahrhundert grub hier Robert Bakker. Auch das AMNH grub hier 1968 bis 1970 nochmals nach Säugerfossilien.
Hier wurden Fossilien von Apatosaurus, Stegosaurus, Allosaurus, Camarasaurus, Diplodocus, Barosaurus, (Das Skelett steht als Abguss in der Theodore Roosevelt Rotunda des AMNH, die originalen Skelett Elemente sind im 4. Stock des Museums ausgestellt) Dryosaurus, Ceratosaurus, Camptosaurus und das einzige bekannte Exemplar von Coelurus entdeckt. Auch Reptilien-Fossilien (Schildkröten, Krokodile, Eidechsen) fanden sich, Pterosaurier, Fisch- und Säuger-Fossilien. Insgesamt wurden hier 26 Dinosaurierarten und 45 Säugerarten entdeckt, häufig mit vollständigen Skeletten. Die Funde finden sich in Museen weltweit.
Das Betreten ist heute nur mit Erlaubnis der jeweiligen Landbesitzer gestattet und Ausgrabungen ohne Erlaubnis untersagt. Es gibt nahe Medicine Bow ein Fossil Cabin Museum, erbaut 1932 aus rund 5800 Dinosaurierknochen von dem Tankstellenbesitzer Thomas Boyle.